# 大柏樹駅
座標: 北緯31度17分28秒 東経121度28分43秒 / 北緯31.29111度 東経121.47861度
大柏樹駅（だいはくじゅえき）は中華人民共和国上海市虹口区に位置する上海軌道交通3号線の駅。2000年に汶水東駅として開業したが、2006年に大柏樹駅に改称した。

## 駅構造

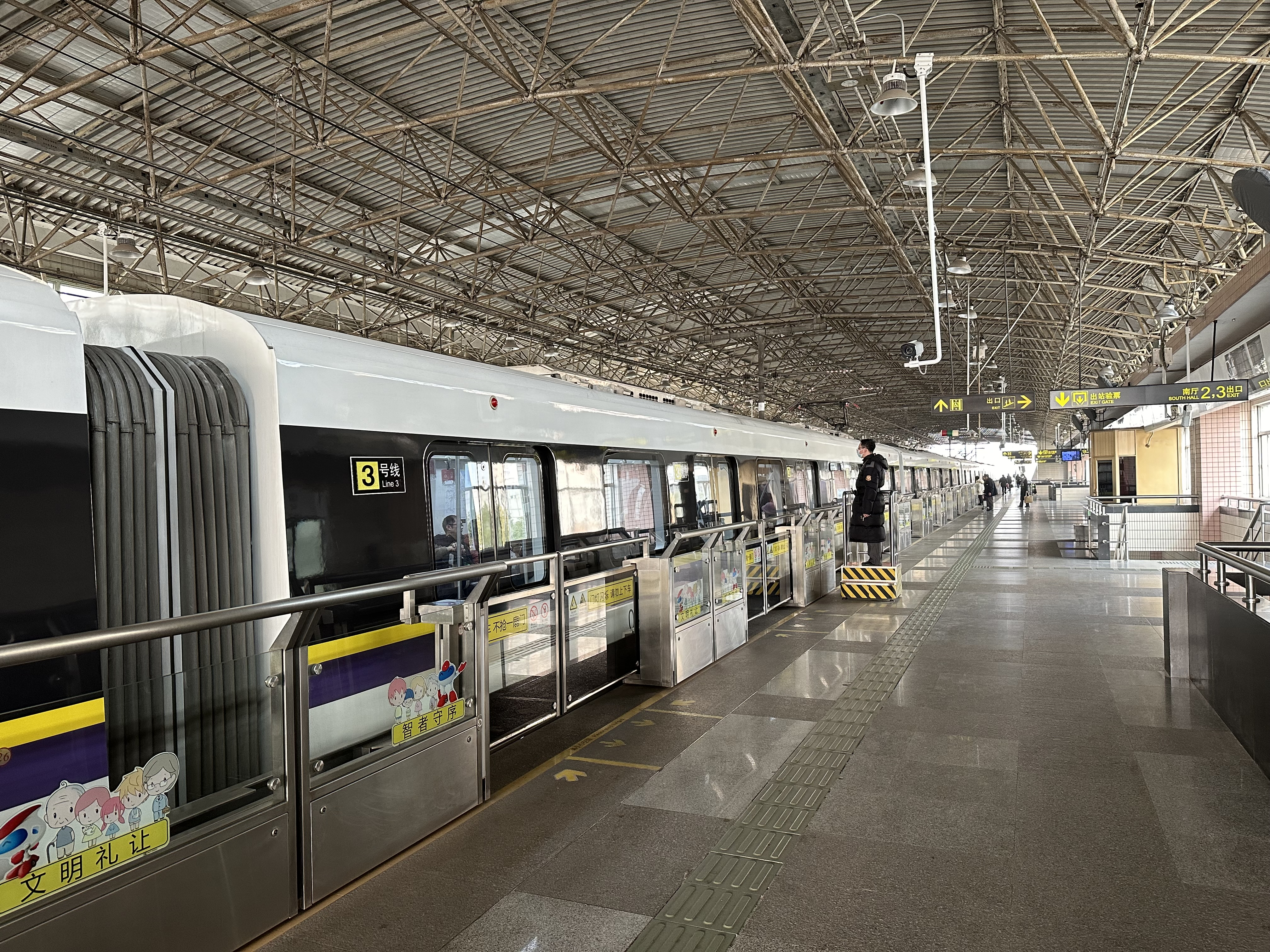
ホーム

相対式ホーム2面2線を有する高架駅。

## 歴史
- 2000年12月26日 - 汶水東駅として開業。
- 2006年10月 - 1号線の汶水路駅との区別をつける為、大柏樹地区の名称を取り、上海市地名管理弁公室の許諾の下、大柏樹駅と改称[1]

。

## 隣の駅
上海軌道交通
■3号線
赤峰路駅 - 大柏樹駅 - 江湾鎮駅